# Chemiotropismo
Il chemiotropismo è un movimento di curvatura o di orientamento (sviluppo di radici, di ife fungine, di tubetti pollinici) che avviene nelle piante in risposta a stimoli chimici quali sostanze chimiche gassose o disciolte nell'acqua.

## Classificazione
Allorché la sostanza chimica non è diffusa uniformemente nel mezzo, si può avere un chemiotropismo (di curvatura o di orientamento):
- positivo : la sostanza chimica esercita un'attrazione tale che la curvatura è verso la concentrazione più alta
- negativo : la sostanza esercita una repulsione tale che la curvatura è verso la concentrazione più bassa

## Esempi
- Le ife fungine nello stadio germinativo hanno un chemiotropismo positivo per saccarosio, glucosio, peptone, asparagina e un chemiotropismo negativo per gli acidi (organici e inorganici)[1]
- Il chemiotropismo è importante anche nell'unione sessuale; per es. nelle piante di giglio le concentrazioni di chemiocianina, una proteina nello stigma dei fiori, sono essenziali per guidare il polline fino alle cellule uovo[2].
- I tubetti pollinici di Scilla presentano un chemiotropismo positivo per certe specie di zuccheri e negativo per l'ossigeno dell'aria[1].
- Le radici, nelle quali solo l'apice radicale riceve e trasmette stimoli chemiotropici, si ha chemiotropismo positivo per il vapore acqueo; tale fenomeno prende il nome di "idrotropismo"[3][4].